# Eduard Herzog (Dompropst)
Eduard Herzog (* 5. Dezember 1801 in Frankenstein, Schlesien; † 17. April 1867 in Pelplin) war ein deutscher römisch-katholischer Geistlicher, Theologe und Schriftsteller.

## Leben
Herzogs frühe Ausbildung ist unbekannt. Er besuchte die Universität Breslau und studierte dort Katholische Theologie. Am 11. März 1826 empfing er ebenfalls in Breslau die Priesterweihe. Zunächst ging er als Kaplan nach Neisse und Groß-Glogau, anschließend wurde er Pfarrer in Grüssau. Bereits in dieser Zeit trat er als beliebter Prediger und Schriftsteller in Erscheinung.
Herzog wurde vom Bischof von Kulm Anastasius Sedlag zum Domkapitular und zum Regens des Pelpliner Priesterseminars ernannt. Er stieg schnell zum wichtigsten Berater von Sedlag auf und wurde zum Dompropst ernannt. Ab 1842 gab er das Katholische Wochenblatt aus Ost- und Westpreußen heraus. Im Jahr 1848 begleitete er den Bischof zur Würzburger Bischofskonferenz. Unter dem Nachfolger des Bischofs, Johannes von der Marwitz, zog sich Herzog nach dem Herbst 1856 vollständig aus Diözesanverwaltung zurück.
Im Dezember 1847 verlieh ihm die Theologische Fakultät der Universität Münster die theologische Ehrendoktorwürde. Außerdem führte er bereits 1840 den Titel Bischöflicher Geistlicher Rat.

## Publikationen (Auswahl)
- Religionslehre für Kinder, Neisse, Leipzig  1830.
- Die Karikaturen der von Jesus Christus gestifteten Kirche, Kollmann, Augsburg 1833.
- Consequenzen eines alten Pfarrers. Eine Reihe von prosaischen Rhapsodien auf dem Gebiete der Religionsphilosophie, 1833 (2. Auflage unter: Der Mensch, die Kirche und das Hermesische System nach seinem Grundcharakter, Neisse, Leipzig 1836).
- Der katholische Seelsorger nach seinen Amtsverpflichtungen und Amtsverrichtungen, mit besonderer Rücksicht auf die Gesetze des preußischen Staates, 3 Bände, Graß/Barth, Breslau 1840.
- Die Verwaltung des Bußsacramentes, Schöningh, Paderborn 1859.